# Seira taeniata
Seira taeniata är en urinsektsart som först beskrevs av Eduard Handschin 1935.  Seira taeniata ingår i släktet Seira och familjen brokhoppstjärtar. Inga underarter finns listade i Catalogue of Life.